# Super Bowl LIX
Il Super Bowl LIX è stata la 59ª edizione del Super Bowl, la finale del campionato della National Football League, in programma il 9 febbraio 2025, che ha decretato il campione della stagione 2024. La partita ha visto la franchigia vincitrice delle ultime due edizioni, i Kansas City Chiefs campioni dell'AFC, scontrarsi con i Philadelphia Eagles campioni dell'NFC, riproponendo la sfida vista nel Super Bowl LVII del 2023.
L'incontro è stato vinto dai Philadelphia Eagles, al loro secondo Super Bowl, sette anni dopo l'edizione LII, con il punteggio di 40-22. Miglior giocatore dell'incontro è stato premiato il quarterback Jalen Hurts che ha completato 17 passaggi su 22 tentativi per 221 yard, 2 touchdown, un intercetto subito, corso per 72 yard e segnato un terzo touchdown su corsa. La vittoria degli Eagles sancisce la fine di una striscia di due anni di vittorie al Super Bowl per i Chiefs, che non sono riusciti a conquistare una storica tripletta.
La finalissima si è disputata al Caesars Superdome di New Orleans, Louisiana. È stato l'ottavo Super Bowl giocato in questo stadio e l'undicesimo disputato nell'area metropolitana di New Orleans, il cui più recente è stato il Super Bowl XLVII nel 2013, tenutosi nel medesimo stadio (all'epoca chiamato Mercedes-Benz Superdome). La partita è stata trasmessa negli Stati Uniti da Fox e in streaming su Tubi, mentre in Italia da Italia 1, in streaming su Mediaset Infinity e sulla piattaforma streaming a pagamento DAZN.
Il Super Bowl LIX è stata la finalissima più vista nella storia della televisione americana, con un totale di 127,7 milioni di spettatori medi su tutte le piattaforme, superando il record di 123,4 milioni di spettatori stabilito dal Super Bowl LVIII dell'anno precedente.

## Processo di selezione dello stadio
Il 23 maggio 2018 la NFL scelse inizialmente New Orleans come città ospitante per il Super Bowl LVIII, da giocare il 4 febbraio 2024.
Nel marzo 2020 la lega e la National Football League Players Association concordarono di allungare la stagione regolare a 17 partite, cominciando dal 2021, spostando quindi il Super Bowl LVIII all'11 febbraio 2024, sovrapponendosi con le celebrazioni del Carnevale di New Orleans.
Il 14 ottobre 2020 la NFL decise di spostare il Super Bowl LVIII in un'altra città (Las Vegas sarà successivamente selezionata per ospitare questa edizione) ed assegnare a New Orleans il successivo Super Bowl LIX, poiché il Carnevale di New Orleans non sarebbe incominciato prima del 4 marzo 2025.

## Squadre

### Kansas City Chiefs

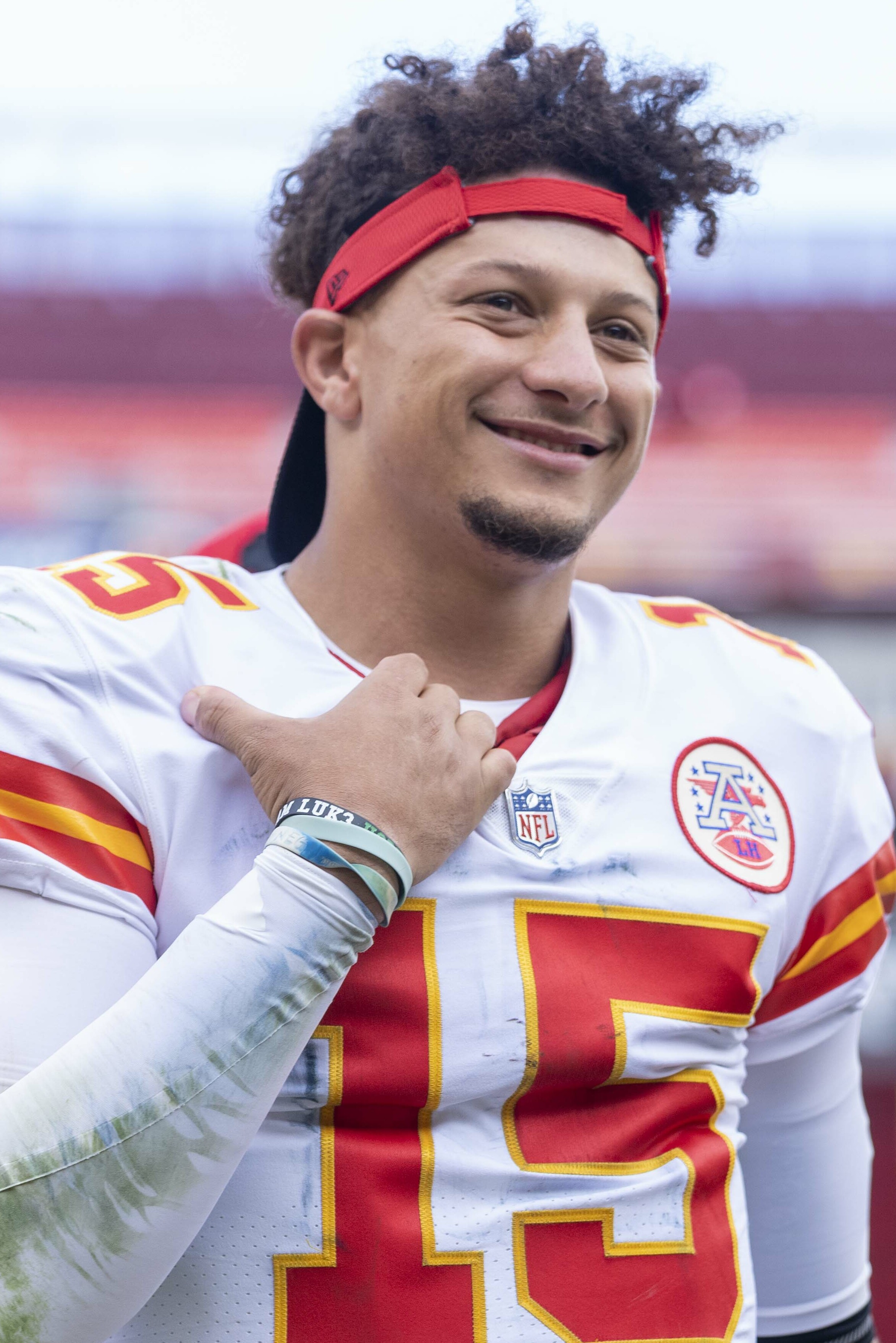
Patrick Mahomes quarterback dei Kansas City Chiefs al suo quinto Super Bowl.

I Chiefs iniziarono la stagione 2024 come bicampioni del Super Bowl, avendo vinto le due precedenti edizioni dell'evento, il LVII e il LVIII, e quindi con la possibilità, per la prima volta nella storia della NFL, di vincere tre Super Bowl consecutivi.
Terminarono la stagione regolare con un record di 15-2, qualificati ai play-off come testa di serie numero 1 della AFC, la loro dodicesima stagione consecutiva con un record vincente sotto la direzione del capo-allenatore Andy Reid.
I Chiefs, grazie al vantaggio dato alla prima classificata, iniziarono la post-season dal secondo turno, il Divisional Round, dove si imposero sugli Houston Texans, e poi nell'AFC Championship Game, loro settima finale di conference consecutiva, ebbero la meglio sui Buffalo Bills. Il Super Bowl LIX sarà la settima apparizione complessiva dei Chiefs all'evento conclusivo della stagione della NFL, la quinta nelle ultime sei stagioni, la terza consecutiva, la quinta con la guida del quarterback Patrick Mahomes. I Chiefs sono diventati la prima squadra a vincere due Super Bowl consecutivi e a disputare la finalissima nella stagione successiva; le precedenti otto squadre che avevano vinto Super Bowl consecutivi non erano riuscite a partecipare alla partita finale per la terza stagione consecutiva.
Nonostante i Chiefs abbiano terminato la stagione regolare con un record di 15-2, Mahomes ha avuto una stagione statisticamente inferiore rispetto ai propri standard, mancando il traguardo delle 4.000 yard passate. Tuttavia, ha completato sette drive vincenti, il secondo numero di tutti i tempi. Il tight end Travis Kelce ha guidato la squadra in yard ricevute (823), mentre il running back Kareem Hunt ha guidato la squadra in yard corse (728). Il wide receiver Xavier Worthy ha avuto una stagione da rookie produttiva, con 742 yard totali e nove touchdown totali. I Chiefs hanno acquisito il WR DeAndre Hopkins in uno scambio di metà stagione con i Tennessee Titans; Hopkins ha ricevuto 437 yard e quattro touchdown in cinque partite. La linea offensiva comprendeva i Pro Bowler Joe Thuney, Creed Humphrey e Trey Smith; Thuney e Humphrey sono stati nominati anche All-Pro.
La difesa dei Chiefs è stata guidata dal defensive tackle All-Pro Chris Jones (5,0 sack) e dal cornerback All-Pro Trent McDuffie (due intercetti). Altri giocatori di rilievo sono stati il defensive end George Karlaftis (8,0 sack), l'outside linebacker Nick Bolton (106 tackle) e la safety Justin Reid (87 tackle). La difesa si è classificata tra le prime quattro per il secondo anno consecutivo sotto la guida del coordinatore difensivo Steve Spagnuolo.

### Philadelphia Eagles

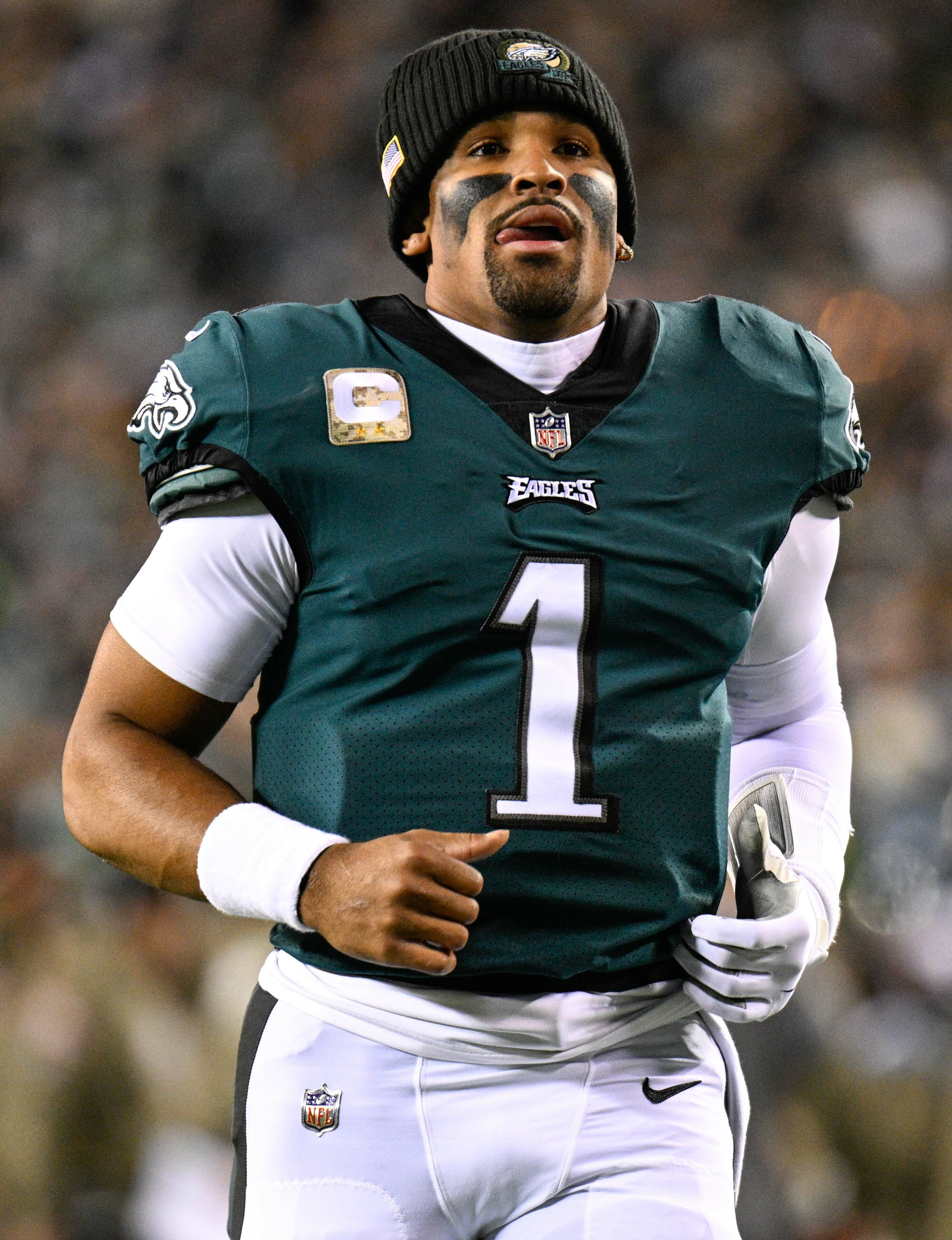
Jalen Hurts quarterback degli Eagles al suo secondo Super Bowl, dopo il Super Bowl LVII perso proprio contro Mahomes e compagni.

I Philadelphia Eagles conclusero la stagione regolare con un record di 14-3, qualificati ai play-off come testa di serie numero 2 della NFC, la loro quarta stagione con un record vincente sotto il capo-allenatore Nick Sirianni.
Nel turno delle Wild Card ebbero la meglio sui Green Bay Packers, quindi si imposero nel Divisional Round sui Los Angeles Rams ed infine vinsero il titolo di conference battendo i Washington Commanders nell'NFC Championship Game, stabilendo il record per punti segnati in una finale di conference. Giocarono tutte le gare in casa, al Lincoln Financial Field.
Gli Eagles per la quinta volta parteciperanno ad un Super Bowl, la seconda in tre anni, vista l'ultima apparizione nel LVII della stagione 2023, perso proprio contro i Chiefs, ed un'unica vittoria, quella nel Super Bowl LII.
Il quarterback Jalen Hurts ha avuto una stagione efficiente, con i massimi di carriera in percentuale di completamento, yard per tentativo e passer rating, con cinque intercetti subiti. Tuttavia, ha tentato solo 361 passaggi, a causa dell'elevato carico di lavoro del running back First-team All-Pro Saquon Barkley, che è diventato il nono giocatore nella storia della lega con 2000 yard corse in una stagione. Il corpo ricevitori degli Eagles comprendeva il wide receiver A.J. Brown, inserito nel Second-team All-Pro (1079 yard), il wide receiver DeVonta Smith (833 yard) e il tight end Dallas Goedert (496 yard). La linea offensiva è stata una delle migliori della lega, con Cam Jurgens, Landon Dickerson e Lane Johnson che sono stati tutti selezionati per il Pro Bowl, mentre Johnson e Jordan Mailata sono stati nominati All-Pro.
Sotto la guida del coordinatore difensivo Vic Fangio, gli Eagles avevano la seconda difesa della NFL, guidata dall'inside linebacker Zack Baun (151 tackle, cinque fumble forzati e 3,5 sack). La defensive line era composta dal defensive tackle All-Pro Jalen Carter (4,5 sack), dal defensive tackle Milton Williams (5,0 sack), dagli outside linebacker Josh Sweat (8,0 sack) e Nolan Smith (6,5 sack). La secondaria ha dato un contributo importante, con i nuovi cornerback Quinyon Mitchell e Cooper DeJean, le safety Reed Blankenship e C.J. Gardner-Johnson e il cornerback veterano Darius Slay.

## Intrattenimento

### Inno nazionale
Il 28 novembre 2024, la NFL annunciò che Jon Batiste avrebbe cantato l'inno nazionale degli Stati Uniti, insieme all'attrice Stephanie Nogueras che fece lo stesso in lingua dei segni americana (ASL).

### Halftime Show
L'8 settembre 2024 venne annunciato che il rapper Kendrick Lamar sarebbe stato il protagonista dell'halftime show. Lamar si era già esibito nell'intervallo di Super Bowl LVI nel 2022. Il 23 gennaio 2025 fu reso noto che avrebbe preso parte allo show anche SZA.

## Tabellino
Kansas City Chiefs - Philadelphia Eagles — Riassunto
|                           | 1 | 2  | 3  | 4  | Totale |
| ------------------------- | - | -- | -- | -- | ------ |
| Kansas City Chiefs (AFC)  | 0 | 0  | 6  | 16 | 22     |
| Philadelphia Eagles (NFC) | 7 | 17 | 10 | 6  | 40     |

al Caesars Superdome, New Orleans, Louisiana
- Data: 9 febbraio, 2025
- Ora: 6:30 p.m. EST/5:30 p.m. CST
- Tempo atmosferico: partita giocata al coperto
- Pubblico: 65.719
- Arbitro: Ron Torbert (62)
- Commentatori televisivi (Fox): 
  - Cronaca: Kevin Burkhardt
  - Commento tecnico: Tom Brady
  - Cronisti dal campo: Erin Andrews, Tom Rinaldi
  - Commento sulle decisioni arbitrali: Mike Pereira
- Sintesi, Referto

| \| Quarto \| Tempo \| Drive \| Drive \| Drive \| Squadra \| Informazioni \| Punteggio \| Punteggio \| \| Quarto \| Tempo \| Giocate \| Yard \| TOP \| Squadra \| Informazioni \| KC \| PHI \| \| -------------------------- \| -------------------------- \| -------------------------- \| -------------------------- \| -------------------------- \| -------------------------- \| ----------------------------------------------------------------------------------------------------------------------------------------------------------- \| --------- \| --------- \| \| 1 \| 6:15 \| 7 \| 69 \| 3:25 \| PHI \| touchdown su corsa da 1 yard di Jalen Hurts, extra point segnato da Jake Elliott \| 0 \| 7 \| \| 2 \| 8:38 \| 7 \| 27 \| 3:59 \| PHI \| field goal da 48 yard di Jake Elliott \| 0 \| 10 \| \| 2 \| 7:03 \| — \| — \| — \| PHI \| intercetto ritornato per 38 yard in touchdown da Cooper DeJean, extra point segnato da Jake Elliott \| 0 \| 17 \| \| 2 \| 1:35 \| 2 \| 14 \| 0:10 \| PHI \| touchdown di A.J. Brown su passaggio da 12 yard di Jalen Hurts, extra point segnato da Jake Elliott \| 0 \| 24 \| \| 3 \| 5:18 \| 12 \| 69 \| 6:42 \| PHI \| field goal da 29 yard di Jake Elliott \| 0 \| 27 \| \| 3 \| 2:40 \| 1 \| 46 \| 0:07 \| PHI \| touchdown di DeVonta Smith su passaggio da 46 yard di Jalen Hurts, extra point segnato da Jake Elliott \| 0 \| 34 \| \| 3 \| 0:34 \| 5 \| 90 \| 2:06 \| KC \| touchdown di Xavier Worthy su passaggio da 24 yard di Patrick Mahomes, conversione da 2 punti fallita \| 6 \| 34 \| \| 4 \| 9:51 \| 10 \| 40 \| 5:43 \| PHI \| field goal da 48 yard di Jake Elliott \| 6 \| 37 \| \| 4 \| 8:01 \| 4 \| 1 \| 1:41 \| PHI \| field goal da 50 yard di Jake Elliott \| 6 \| 40 \| \| 4 \| 2:54 \| 12 \| 75 \| 5:07 \| KC \| touchdown di DeAndre Hopkins su passaggio da 7 yard di Patrick Mahomes, trasformazione da 2 punti segnata da Justin Watson su passaggio di Patrick Mahomes \| 14 \| 40 \| \| 4 \| 1:48 \| 1 \| 50 \| 0:08 \| KC \| touchdown di Xavier Worthy su passaggio da 50 yard di Patrick Mahomes, trasformazione da 2 punti segnata da DeAndre Hopkins su passaggio di Patrick Mahomes \| 22 \| 40 \| \| "TOP" = tempo di possesso. \| "TOP" = tempo di possesso. \| "TOP" = tempo di possesso. \| "TOP" = tempo di possesso. \| "TOP" = tempo di possesso. \| "TOP" = tempo di possesso. \| "TOP" = tempo di possesso. \| 22 \| 40 \| |                            |                            |                            |                            |                            | |           |           |
| Quarto | Tempo                      | Drive                      | Drive                      | Drive                      | Squadra                    | Informazioni | Punteggio | Punteggio |
| Quarto | Tempo                      | Giocate                    | Yard                       | TOP                        | Squadra                    | Informazioni | KC        | PHI       |
| 1 | 6:15                       | 7                          | 69                         | 3:25                       | PHI                        | touchdown su corsa da 1 yard di Jalen Hurts, extra point segnato da Jake Elliott                                                                            | 0         | 7         |
| 2 | 8:38                       | 7                          | 27                         | 3:59                       | PHI                        | field goal da 48 yard di Jake Elliott | 0         | 10        |
| 2 | 7:03                       | —                          | —                          | —                          | PHI                        | intercetto ritornato per 38 yard in touchdown da Cooper DeJean, extra point segnato da Jake Elliott                                                         | 0         | 17        |
| 2 | 1:35                       | 2                          | 14                         | 0:10                       | PHI                        | touchdown di A.J. Brown su passaggio da 12 yard di Jalen Hurts, extra point segnato da Jake Elliott                                                         | 0         | 24        |
| 3 | 5:18                       | 12                         | 69                         | 6:42                       | PHI                        | field goal da 29 yard di Jake Elliott | 0         | 27        |
| 3 | 2:40                       | 1                          | 46                         | 0:07                       | PHI                        | touchdown di DeVonta Smith su passaggio da 46 yard di Jalen Hurts, extra point segnato da Jake Elliott                                                      | 0         | 34        |
| 3 | 0:34                       | 5                          | 90                         | 2:06                       | KC                         | touchdown di Xavier Worthy su passaggio da 24 yard di Patrick Mahomes, conversione da 2 punti fallita                                                       | 6         | 34        |
| 4 | 9:51                       | 10                         | 40                         | 5:43                       | PHI                        | field goal da 48 yard di Jake Elliott | 6         | 37        |
| 4 | 8:01                       | 4                          | 1                          | 1:41                       | PHI                        | field goal da 50 yard di Jake Elliott | 6         | 40        |
| 4 | 2:54                       | 12                         | 75                         | 5:07                       | KC                         | touchdown di DeAndre Hopkins su passaggio da 7 yard di Patrick Mahomes, trasformazione da 2 punti segnata da Justin Watson su passaggio di Patrick Mahomes  | 14        | 40        |
| 4 | 1:48                       | 1                          | 50                         | 0:08                       | KC                         | touchdown di Xavier Worthy su passaggio da 50 yard di Patrick Mahomes, trasformazione da 2 punti segnata da DeAndre Hopkins su passaggio di Patrick Mahomes | 22        | 40        |
| "TOP" = tempo di possesso. | "TOP" = tempo di possesso. | "TOP" = tempo di possesso. | "TOP" = tempo di possesso. | "TOP" = tempo di possesso. | "TOP" = tempo di possesso. | "TOP" = tempo di possesso. | 22        | 40        |

### Statistiche individuali
| Chiefs passaggi     |        |     |    |     |         |
|                     | C/ATT1 | Yds | TD | INT | Rating  |
| Patrick Mahomes     | 21/32  | 257 | 3  | 2   | 95,4    |
| Chiefs corse        |        |     |    |     |         |
|                     | Car2   | Yds | TD | Lg3 | Yds/Car |
| Patrick Mahomes     | 4      | 25  | 0  | 8   | 6,3     |
| Kareem Hunt         | 3      | 9   | 0  | 6   | 3,0     |
| Samaje Perine       | 1      | 8   | 0  | 8   | 8,0     |
| Isiah Pacheco       | 3      | 7   | 0  | 6   | 2,3     |
| Chiefs ricezioni    |        |     |    |     |         |
|                     | Rec4   | Yds | TD | Lg3 | Target5 |
| Xavier Worthy       | 8      | 157 | 2  | 50  | 8       |
| Travis Kelce        | 4      | 39  | 0  | 13  | 6       |
| DeAndre Hopkins     | 2      | 18  | 1  | 11  | 5       |
| JuJu Smith-Schuster | 2      | 16  | 0  | 11  | 2       |
| Marquise Brown      | 2      | 15  | 0  | 9   | 6       |
| Kareem Hunt         | 1      | 5   | 0  | 5   | 1       |
| Isiah Pacheco       | 1      | 5   | 0  | 5   | 2       |
| Noah Gray           | 1      | 2   | 0  | 2   | 1       |
| Samaje Perine       | 0      | 0   | 0  | 0   | 1       |

| Eagles passaggi  |        |     |    |     |         |
|                  | C/ATT1 | Yds | TD | INT | Rating  |
| Jalen Hurts      | 17/22  | 221 | 2  | 1   | 119,7   |
| Kenny Pickett    | 0/1    | 0   | 0  | 0   | 39,6    |
| Eagles corse     |        |     |    |     |         |
|                  | Car2   | Yds | TD | Lg3 | Yds/Car |
| Jalen Hurts      | 11     | 72  | 1  | 17  | 6,5     |
| Saquon Barkley   | 25     | 57  | 0  | 10  | 2,3     |
| Kenneth Gainwell | 6      | 10  | 0  | 4   | 1,7     |
| Kenny Pickett    | 3      | –4  | 0  | –1  | –1,3    |
| Eagles ricezioni |        |     |    |     |         |
|                  | Rec4   | Yds | TD | Lg3 | Target5 |
| DeVonta Smith    | 4      | 69  | 1  | 46  | 5       |
| A.J. Brown       | 3      | 43  | 1  | 22  | 5       |
| Jahan Dotson     | 2      | 42  | 0  | 27  | 3       |
| Saquon Barkley   | 6      | 40  | 0  | 22  | 7       |
| Dallas Goedert   | 2      | 27  | 0  | 20  | 2       |
| Johnny Wilson    | 0      | 0   | 0  | 0   | 1       |

1Completati/tentati
2Portate
3Guadagno massimo
4Ricezioni
5Passaggi verso il bersaglio

## Statistiche finali
| Statistica                  | Kansas City Chiefs | Philadeplhia Eagles |
| --------------------------- | ------------------ | ------------------- |
| Primi down                  | 12                 | 21                  |
| Primi down su corsa         | 1                  | 7                   |
| Primi down su passaggio     | 11                 | 11                  |
| Primi down su penalità      | 0                  | 3                   |
| Efficienza sui terzi down   | 3–11               | 3–12                |
| Efficienza sui quarti down  | 0–1                | 0–1                 |
| Totale yard nette           | 275                | 345                 |
| Yard nette su corsa         | 49                 | 135                 |
| Corse tentate               | 11                 | 45                  |
| Yard per corsa              | 4,5                | 3,0                 |
| Yard passate                | 226                | 210                 |
| Passaggi completati/tentati | 21/32              | 17/23               |
| Sack subiti-yard perse      | 6–31               | 2–11                |
| Intercetti subiti           | 2                  | 1                   |
| Ritorni di punt-yard        | 1–5                | 3–27                |
| Ritorni di kickoff-yard     | 3–84               | 1–25                |
| Intercetti-yard ritornate   | 1–0                | 2–38                |
| Punt-yard medie             | 6–51,8             | 2–48                |
| Fumble-persi                | 2–1                | 0–0                 |
| Penalità-yard               | 7–75               | 8–59                |
| Tempo di possesso           | 23:02              | 36:58               |
| Palle perse                 | 3                  | 1                   |

| (Tutti i record si riferiscono al Super Bowl)               | (Tutti i record si riferiscono al Super Bowl) | (Tutti i record si riferiscono al Super Bowl) |
| ----------------------------------------------------------- | --------------------------------------------- | --------------------------------------------- |
| Maggior numero di yard corse da un quarterback              | 72                                            | Jalen Hurts (Philadelphia Eagles)             |
| Maggior numero di yard ricevute da un ricevitore esordiente | 157                                           | Xavier Worthy (Kansas City Chiefs)            |
| Media di punt più elevata                                   | 51,8                                          | Matt Araiza (Kansas City Chiefs) (6–311 yard) |

| (Tutti i record si riferiscono al Super Bowl)                          | (Tutti i record si riferiscono al Super Bowl) | (Tutti i record si riferiscono al Super Bowl)                            |
| ---------------------------------------------------------------------- | --------------------------------------------- | ------------------------------------------------------------------------ |
| Maggior numero di field goal realizzati da un giocatore                | 4                                             | Jake Elliott (Philadelphia Eagles)                                       |
| Maggior numero di field goal realizzati da una squadra                 | 4                                             | Philadelphia Eagles                                                      |
| Maggior numero di trasformazioni da 2 punti realizzate da un giocatore | 1                                             | Justin Watson (Kansas City Chiefs), DeAndre Hopkins (Kansas City Chiefs) |
| Maggior numero di trasformazioni da 2 punti realizzate da una squadra  | 2                                             | Kansas City Chiefs                                                       |
| Minor numero di primi down su corsa                                    | 1                                             | Kansas City Chiefs                                                       |
| Minor numero di touchdown segnati su corse                             | 0                                             | Kansas City Chiefs                                                       |
| Minor numero di punti realizzati da una squadra dopo il primo tempo    | 0                                             | Kansas City Chiefs                                                       |

## Riassunto della partita

### Prima metà
Dopo che i Chiefs hanno vinto il lancio della moneta e hanno rinviato il possesso al secondo tempo, gli Eagles hanno ricevuto il calcio d'inizio, che è stato un touchback.Il drive iniziale degli Eagles ha richiesto 6 giocate per guadagnare 20 yard ai 50, tuttavia, una chiamata di interferenza di passaggio offensiva su A.J. Brown ha negato un passaggio di 32 yard sul terzo down, costringendoli a fare un punt.Dopo un punt da 53 yard di Braden Mann, il drive dei Chiefs iniziò sul loro 12 a seguito di un ritorno di 5 yard di Nikko Remigio.
Il quarterback dei Chiefs, Patrick Mahomes, ha completato il primo passaggio di 11 yard a JuJu Smith-Schuster per un primo down prima di un three-and-out e un punt sul loro 24.Dopo un punt da 58 yard di Matt Araiza, gli Eagles hanno iniziato il loro secondo drive dopo un ritorno di 13 yard di Cooper DeJean. Successivamente, gli Eagles hanno messo insieme un touchdown drive da 7 giocate da 69 yard che ha incluso un passaggio da 20 yard a Dallas Goedert e che è culminato in un touchdown da 1 yard del quarterback Jalen Hurts.
Dopo un altro punt dei Chiefs, gli Eagles sono arrivati alla linea delle 30 yard dei Chiefs su un drive di 11 giocate che si è concluso con un'intercettazione lanciata da Hurts a Bryan Cook sulla linea delle 2 yard dei Chiefs all'inizio del secondo quarto. Nonostante ciò, i Chiefs sono andati per il three-and-out e dopo un field goal da 48 yard di Jake Elliott, Mahomes ha lanciato un'intercettazione a DeJean, che lo ha restituito 38 yard per un touchdown. Entrambe le squadre hanno poi scambiato punt prima che Mahomes lanciasse un'altra intercettazione a Zack Baun, poco dopo il segnale dei due minuti, che ha impostato un passaggio da touchdown di 12 yard da Hurts a Brown, estendendo il vantaggio degli Eagles a 24-0 prima dell'intervallo.

### Seconda metà
La seconda metà è iniziata con un calcio d'inizio degli Eagles, che ha portato a un touchback. Nonostante abbia ottenuto un primo down con un passaggio a Xavier Worthy, Mahomes ha subito due sack nelle due giocate successive e il drive dei Chiefs si è bloccato al loro 37.Gli Eagles hanno risposto con drive da 69 yard, tra cui una corsa di 16 yard e 14 yard di Hurts, che si è conclusa con un field goal da 29 yard di Jake Elliott.
Il successivo drive dei Chiefs ha portato loro cinque giocate e 17 yard, al loro 47. Un passaggio da Mahomes a DeAndre Hopkins è caduto incompleto, con conseguente turnover sui down. Sul gioco successivo, Hurts ha lanciato un passaggio da touchdown di 46 yard a DeVonta Smith, portando il punteggio degli Eagles a 34. Tuttavia, i Chiefs hanno risposto con un passaggio da touchdown di 24 yard da Mahomes a Worthy alla fine del terzo quarto, ma la conversione da due punti da Mahomes al tight end Travis Kelce non ha avuto successo.
Nel quarto quarto, dopo un field goal di 48 yard di Elliott, Mahomes ha commesso un fumble su uno strip sack di Milton Williams, che è stato recuperato dallo stesso Williams sulle 18 yard dei Chiefs. Elliott ha convertito un tentativo di field goal di 50 yard, portando il punteggio sul 40-6.Mahomes ha poi lanciato quella che sarebbe stata una terza intercettazione a C. J. Gardner-Johnson che lo ha restituito per un touchdown; tuttavia, una chiamata di fuorigioco su Jalen Carter degli Eagles lo ha negato.Più tardi nel drive, Mahomes ha lanciato un passaggio da 7 yard a DeAndre Hopkins per un touchdown; la conversione da 2 punti da Mahomes a Justin Watson ha avuto successo.Dopo un turnover sui down degli Eagles, Mahomes ha risposto con un passaggio da 50 yard a Worthy e un'altra conversione di 2 punti con un passaggio a Hopkins, riducendo il deficit dei Chiefs a 18 punti, per un punteggio complessivo di 40-22.Un successivo onside kick è stato recuperato dagli Eagles poco prima dello scadere del tempo.

## Formazioni titolari
| Kansas City Chiefs  | Ruolo   | Ruolo   | Philadelphia Eagles  |
| Attacco             | Attacco | Attacco | Attacco              |
| ------------------- | ------- | ------- | -------------------- |
| Xavier Worthy       | WR      | WR      | Jahan Dotson         |
| JuJu Smith-Schuster | WR      | WR      | DeVonta Smith        |
| DeAndre Hopkins     | WR      | WR      | A.J. Brown           |
| Travis Kelce        | TE      | TE      | Dallas Goedert       |
| Joe Thuney          | LT      | LT      | Jordan Mailata       |
| Mike Caliendo       | LG      | LG      | Landon Dickerson     |
| Creed Humphrey      | C       | C       | Cam Jurgens          |
| Trey Smith          | RG      | RG      | Mekhi Becton         |
| Jawaan Taylor       | RT      | RT      | Lane Johnson         |
| Patrick Mahomes     | QB      | QB      | Jalen Hurts          |
| Isiah Pacheco       | RB      | RB      | Saquon Barkley       |
| Difesa              |         |         |                      |
| Chris Jones         | DT      | DT      | Jordan Davis         |
| Tershawn Wharton    | DT      | DT      | Jalen Carter         |
| Mike Danna          | DE      | LB      | Josh Sweat           |
| Leo Chenal          | LB      | LB      | Nolan Smith          |
| Nick Bolton         | LB      | LB      | Zack Baun            |
| Drue Tranquill      | LB      | LB      | Oren Burks           |
| Chamarri Conner     | DB      | DB      | Cooper DeJean        |
| Trent McDuffie      | CB      | CB      | Darius Slay          |
| Jaylen Watson       | CB      | CB      | Quinyon Mitchell     |
| Justin Reid         | S       | S       | Reed Blankenship     |
| Bryan Cook          | S       | S       | C.J. Gardner-Johnson |
| Special Team        |         |         |                      |
| Harrison Butker     | K       | K       | Jake Elliott         |
| Matt Araiza         | P       | P       | Braden Mann          |
| James Winchester    | LS      | LS      | Rick Lovato          |

## Arbitri
Il Super Bowl LIX è stato diretto da un gruppo di otto arbitri, sette in campo più l'arbitro responsabile per il replay. I numeri tra parentesi sotto indicano i loro numeri di uniforme.
- Capo arbitro (R): Ron Torbert (62)
- Umpire (U):	 Mike Morton (89)
- Giudice di down (DJ): Max Causey (21)
- Giudice di linea (LJ): Mark Stewart (75)
- Giudice di campo (FJ): Mearl Robinson (31)
- Giudice laterale (SJ): Boris Cheek (41)
- Giudice posteriore (BJ): Jonah Monroe (120)
- Arbitro del replay (RO): Kevin Brown

Il capo arbitro Ron Tobert è stato alla sua seconda direzione di una finale del campionato dopo aver arbitrato il Super Bowl LVI, mentre l'umpire Mike Morton è stato il primo arbitro di un Super Bowl ad averne anche giocato e vinto uno da giocatore, avendo partecipato al Super Bowl XXXIV con i St. Louis Rams.